# Liste der denkmalgeschützten Objekte in Telfes im Stubai
Die Liste der denkmalgeschützten Objekte in Telfes im Stubai enthält die 14 denkmalgeschützten, unbeweglichen Objekte der Gemeinde Telfes im Stubai.

## Denkmäler
| Foto |                 | Denkmal                                                                                         | Standort                                                 | Beschreibung | Metadaten |
| ---- | --------------- | ----------------------------------------------------------------------------------------------- | -------------------------------------------------------- | --- | --- |
| ja   | Datei hochladen | Aufnahmsgebäude Telfes HERIS-ID: 26650 Objekt-ID: 23139 TKK: 14552                              | Bahnstraße 2 Standort KG: Telfes                         | Das Aufnahmsgebäude der Stubaitalbahn wurde 1903/04 nach Plänen von Josef Riehl nach demselben Schema wie die anderen Bahnhöfe der Strecke errichtet. An den gemauerten zweigeschoßigen Haupttrakt mit Fahrdienstleitung und Dienstwohnung schließt sich ein offener Wartebereich und daran eine Werkstatt an, die beide als detailreich ausgestaltete Holzkonstruktion ausgeführt sind. | BDA-Hist.: Q37903176 Status: Bescheid Stand der BDA-Liste: 2025-06-30 Name: Aufnahmsgebäude Telfes GstNr.: .166 Telfes train station                    |
| ja   | Datei hochladen | Bauernhaus Grunz HERIS-ID: 40282 Objekt-ID: 40192 TKK: 43537                                    | Gagersweg 30 Standort KG: Telfes                         | Der zweigeschoßige Einhof mit Pfettendach ist im Norden an ein weiteres Gebäude angebaut. Die Fassade des Wohnteils ist mit marmorierter Eckquaderung, Fensterumrahmungen mit Inschriftenkartuschen von 1747 und ein gemaltes Mäanderband an der oberen Mauerkante gestaltet. Die Fassadenmalerei von 1747, Darstellungen der Kreuzigung und des Gnadenbilds von Maria Waldrast, wird Anton Zoller zugeschrieben. Es handelt sich um eines der wenigen vollständig bemalten Häuser im Stubaital.                                                                         | BDA-Hist.: Q37993926 Status: Bescheid Stand der BDA-Liste: 2025-06-30 Name: Bauernhaus Grunz GstNr.: .109                                               |
| ja   | Datei hochladen | Wohnhaus, ehem. Priesterhaus, Töller u. Penz HERIS-ID: 40283 Objekt-ID: 40193 TKK: 43540, 43541 | Gagersweg 37 Standort KG: Telfes                         | Das mächtige Doppelhaus wurde um 1750 nach Plänen von Franz de Paula Penz als Frauenkloster und Altersheim für Geistliche erbaut. Das fünfgeschoßige Gebäude auf schmalem rechteckigem Grundriss hat ein Krüppelwalmdach und an der Westseite ein hölzernes Glockentürmchen. Die Fresken von 1771 an der Fassade werden Josef Haller zugeschrieben, sie zeigen an der Ostseite Christus als Guten Hirten und an der Südseite eine Sonnenuhr mit schwebendem Engel. Auf der Bergseite schließt der Wirtschaftsteil mit gemauertem Stall und Stadel in Ständerbauweise an. | BDA-Hist.: Q37993935 Status: Bescheid Stand der BDA-Liste: 2025-06-30 Name: Wohnhaus, ehem. Priesterhaus, Töller u. Penz GstNr.: 972, .115              |
| BW   | Datei hochladen | Prähistorische Siedlung am Muiggensbichl HERIS-ID: 46859 Objekt-ID: 49139 TKK:                  | Muiggensbichl Standort KG: Telfes                        | 1971 wurde am Muiggensbichl eine urzeitliche Siedlungsstelle entdeckt. Die archäologischen Funde deuten auf eine Siedlungskontinuität von der frühen Bronzezeit bis zur Latènezeit hin. | BDA-Hist.: Q38024241 Status: Bescheid Stand der BDA-Liste: 2025-06-30 Name: Prähistorische Siedlung am Muiggensbichl GstNr.: 725                        |
| ja   | Datei hochladen | Ortskapelle, Plöven-Kapelle HERIS-ID: 91768 Objekt-ID: 106614 TKK: 19329                        | südwestlich Oberplövenweg 1 Standort KG: Telfes          | Die einjochige gemauerte Kapelle mit geradem Chorschluss und steilem Satteldach wurde 1872 errichtet. Sie beherbergt im Inneren ein lebensgroßes Kruzifix aus der ersten Hälfte des 19. Jahrhunderts. | BDA-Hist.: Q37756414 Status: § 2a Stand der BDA-Liste: 2025-06-30 Name: Ortskapelle, Plöven-Kapelle GstNr.: .191                                        |
| ja   | Datei hochladen | Widum HERIS-ID: 55949 Objekt-ID: 64869 TKK: 19328                                               | Franz-de-Paula-Penz-Weg 17 Standort KG: Telfes           | Das frühere fürstliche Jagdhaus wurde 1736/37 nach Plänen von Franz de Paula Penz zum Widum umgebaut. Der mächtige dreigeschoßige Bau mit Walmdach ist auf zwei Seiten mit einer niedrigen Steinmauer umgeben. Bei der Restaurierung 2003 wurde eine barocke Fassadenmalerei mit Fensterfaschen, Putzgliederung, Eckquadrierungen und Sonnenuhr freigelegt. Das rundbogige Hausteinportal mit Kämpfern und Schlussstein an der Südseite stammt von 1698. | BDA-Hist.: Q38068994 Status: § 2a Stand der BDA-Liste: 2025-06-30 Name: Widum GstNr.: .4                                                                |
| ja   | Datei hochladen | Gartenhaus HERIS-ID: 91815 Objekt-ID: 106680 TKK: 43522                                         | bei Franz-de-Paula-Penz-Weg 17 Standort KG: Telfes       | Der Gartenpavillon beim Widum wurde um 1736 errichtet. Es handelt sich um einen Bau über achteckigem Grundriss mit Putzgliederung und Pyramidendach. | BDA-Hist.: Q37756491 Status: § 2a Stand der BDA-Liste: 2025-06-30 Name: Gartenhaus GstNr.: 13                                                           |
| ja   | Datei hochladen | Friedhof christlich HERIS-ID: 91372 Objekt-ID: 106133 TKK: 43508                                | gegenüber Franz-de-Paula-Penz-Weg 34 Standort KG: Telfes | Der Friedhof um die Pfarrkirche wurde in der zweiten Hälfte des 18. Jahrhunderts angelegt und später nach Nordwesten erweitert. Er beherbergt mehrere marmorne Grabdenkmäler an der Kirchenmauer und bemerkenswerte schmiedeeiserne Grabkreuze aus dem 17. bis 19. Jahrhundert. In die Anlage eingeschlossen sind die Friedhofskapelle aus dem 18. Jahrhundert, ein Friedhofskreuz und die neue Totenkapelle, die 1976–1977 nach Plänen von Ekkehard Hörmann errichtet wurde.                                                                                            | BDA-Hist.: Q37754759 Status: § 2a Stand der BDA-Liste: 2025-06-30 Name: Friedhof christlich GstNr.: 1, .180, 3/1 Friedhof (Telfes im Stubai)            |
| ja   | Datei hochladen | Kath. Pfarrkirche hl. Pankratius HERIS-ID: 55950 Objekt-ID: 64871 TKK: 19327                    | gegenüber Franz-de-Paula-Penz-Weg 34 Standort KG: Telfes | Die Barockkirche wurde anstelle eines Vorgängerbaus 1754/55 nach Plänen von Franz de Paula Penz erbaut. Sie besteht aus einem zweijochigen Schiff mit Querhaus und eingezogenem Chor mit halbrundem Schluss. Am Chor schließt nördlich der Turm mit Spitzhelm und südlich die Sakristei an. Die Fassaden sind mit gemalten Pilastern und Fensterrahmungen gegliedert. Das Innere weist ein Stichkappengewölbe, Wandpfeiler und Rokokostuckaturen auf. Die Deckenfresken wurden 1757 von Anton Zoller geschaffen.                                                         | BDA-Hist.: Q15124745 Status: § 2a Stand der BDA-Liste: 2025-06-30 Name: Kath. Pfarrkirche hl. Pankratius GstNr.: .1 Pankratiuskirche (Telfes im Stubai) |
| ja   | Datei hochladen | Bauernhof, Moarhof Tögl HERIS-ID: 40284 Objekt-ID: 40194 TKK: 43530                             | Franz-de-Paula-Penz-Weg 38 Standort KG: Telfes           | Der im Kern spätromanische Einhof wurde 1597 großzügig erweitert. Der Wohnteil ist gemauert, der Wirtschaftsteil über dem gemauerten Erdgeschoß ist in Ständerbauweise ausgeführt. Die Fassaden sind mit Fresken aus dem 16. und 17. Jahrhundert geschmückt, die die heiligen Christophorus Florian sowie ein Mariahilfdarstellung zeigen. Im Inneren haben sich Gewölbe, ein überwölbter Stiegenaufgang und eine Stube mit Holzbalkendecke von 1600 erhalten. | BDA-Hist.: Q18640155 Status: Bescheid Stand der BDA-Liste: 2025-06-30 Name: Bauernhof, Moarhof Tögl GstNr.: .69 Moarhof in Telfes                       |
| ja   | Datei hochladen | Kornkasten HERIS-ID: 59748 Objekt-ID: 71318 TKK: 43531                                          | neben Franz-de-Paula-Penz-Weg 38 Standort KG: Telfes     | Der einst zum Moarhof gehörende barocke Kornkasten stammt aus dem 18. Jahrhundert. Der zweigeschoßige, aus Bruchsteinen gemauerte und verputzte Bau beherbergt neben der Getreidekammer im Obergeschoß im Erdgeschoß einen Backofen und einen Schweinestall. | BDA-Hist.: Q38088541 Status: § 2a Stand der BDA-Liste: 2025-06-30 Name: Kornkasten GstNr.: .73 Kornkasten Backofen Telfes                               |
| ja   | Datei hochladen | Volksschule HERIS-ID: 91902 Objekt-ID: 106790 TKK: 43548                                        | Salzgasse 5 Standort KG: Telfes                          | Die Volksschule wurde 1952 als für die Zeit charakteristischer Bau errichtet und 2008 neu adaptiert und erweitert. Das Fresko der Schutzmantelmadonna und die Erkergestaltung stammen von Walter Honeder. | BDA-Hist.: Q37756929 Status: § 2a Stand der BDA-Liste: 2025-06-30 Name: Volksschule GstNr.: 17/1 Volksschule Telfes                                     |
| ja   | Datei hochladen | Kapelle Schlicker Alm, Schutzengelkapelle HERIS-ID: 91886 Objekt-ID: 106773 TKK: 43519          | bei Schlick 1 Standort KG: Telfes                        | Das Schlicker Kirchl wurde 1957–1959 nach Plänen von Clemens Holzmeister errichtet. Es hat eine gedeckte Vorhalle auf Pfeilern aus Naturstein und einen Glockenturm mit Spitzhelm. Im Inneren ist es mit einer bemalten Kassettendecke, Buntglasfenstern und einem Kruzifix aus dem 19. Jahrhundert ausgestattet. | BDA-Hist.: Q66740931 Status: § 2a Stand der BDA-Liste: 2025-06-30 Name: Kapelle Schlicker Alm, Schutzengelkapelle GstNr.: 1367/1 Kapelle Schlicker Alm  |
| ja   | Datei hochladen | Halsl-Kapelle HERIS-ID: 91725 Objekt-ID: 106568 TKK: 43520                                      | Standort KG: Telfes                                      | Die Kapelle am Halsl, dem 1992 m hohen Übergang in die Axamer Lizum, stammt aus dem 17. Jahrhundert. Der einfache gemauerte Bau mit Satteldach weist im Inneren ein Tonnengewölbe mit Stichkappen und ein schmiedeeisernes Gitter auf. | BDA-Hist.: Q37756295 Status: § 2a Stand der BDA-Liste: 2025-06-30 Name: Halsl-Kapelle GstNr.: 1286                                                      |